# Remungol
Remungol is een plaats en voormalige gemeente in Frankrijk, in Bretagne. De plaats maakt deel uit van het arrondissement Pontivy.

## Geschiedenis
Remungol is op 1 januari 2016 gefuseerd met de gemeenten Moustoir-Remungol en Naizin tot de gemeente Évellys.  

## Geografie
De onderstaande kaart toont de ligging van Remungol met de belangrijkste infrastructuur en aangrenzende gemeenten.

## Demografie
Onderstaande figuur toont het verloop van het inwonertal.